# Орлов, Владимир Павлович
Влади́мир Па́влович Орло́в (16 августа 1921, с. Котово, Калужская губерния, РСФСР — 4 апреля 1999, Москва, Россия) — советский партийный и государственный деятель, Председатель Президиума Верховного Совета РСФСР, заместитель Председателя Президиума Верховного Совета СССР (1985—1988), Герой Социалистического Труда (1976).

## Биография
Родился 16 августа 1921 года в селе Котово (ныне Мосальский район Калежской области) в семье священника, позже служившего счетоводом в сельской больнице, русский.
Окончил в 1938 году среднюю школу в родном селе. В 1942 году получил диплом Ивановского текстильного института по специальности «инженер-технолог хлопкопрядения». Тогда же окончил шестимесячные курсы химиков-технологов. Член КПСС в 1948—1991 годах.
- В 1943—1945 годах — мастер, старший мастер, заместитель начальника цеха, начальник цеха, секретарь комитета ВЛКСМ «Чапаевского механического завода № 309» г. Чапаевска Куйбышевской области, производившего взрывчатые вещества для фронта[1].
- В 1945—1948 годах — первый секретарь Чапаевского горкома ВЛКСМ.
- В 1951—1953 годах — председатель исполкома Чапаевского городского Совета депутатов трудящихся.
- В 1958—1960 годах — первый секретарь Новокуйбышевского горкома КПСС.
- В 1960—1962 годах — секретарь Куйбышевского обкома КПСС.
- В 1962—1964 годах — председатель исполкома Куйбышевского промышленного областного Совета.
- В 1964—1965 годах — секретарь Куйбышевского обкома КПСС.
- В 1965—1967 годах — председатель исполкома Куйбышевского областного Совета депутатов трудящихся.
- В 1967—1979 годах — первый секретарь Куйбышевского обкома КПСС.
- В 1979—1985 годах — Первый заместитель Председателя Совета Министров РСФСР.
- В 1985—1988 годах — Председатель Президиума Верховного Совета РСФСР, заместитель Председателя Президиума Верховного Совета СССР.

С 1988 года — персональный пенсионер союзного значения.
В 1988—1991 годах — председатель Центральной избирательной комиссии по выборам народных депутатов СССР.
Член ЦК КПСС в 1971—1990 годах. Депутат Совета Союза Верховного Совета СССР 7-11 созывов (1970—1989) от Куйбышевской области. Депутат Верховного Совета РСФСР 11 созыва.
Скончался 4 апреля 1999 года в Москве, похоронен на Кунцевском кладбище.

## Награды
Награждён 4 орденами Ленина, 2 орденами Трудового Красного Знамени, медалями.